# Carl Speyer (Paläontologe)
Carl Wilhelm Speyer (* 3. Dezember 1877 in Mannheim; † 18. Mai 1927 in Heidelberg) war ein deutscher Historiker und Paläontologe.

## Leben
Carl Speyer war der Sohn des Mannheimer Direktors der Badischen Bank, Jacob Speyer (1831–1907), und dessen Ehefrau Henriette (1845–1926), geborene Hirsch.
Er studierte an den Universitäten in Heidelberg und München und wurde am 1. Dezember 1910 in München mit einer Arbeit über Die Korallen des Kelheimer Jura promoviert. Anschließend wirkte er als Assistent am mineralogisch-geologischen Institut der herzoglich technischen Hochschule in Braunschweig, am geologischen Institut in München und als freiwilliger wissenschaftlicher Mitarbeiter am Heidelberger geologischen Institut. 
Als Historiker lag sein Schwerpunkt auf Veröffentlichungen mit Bezug zur Stadt Mannheim, wobei er zahlreiche Beiträge hierzu in den Mannheimer Geschichtsblättern veröffentlichte.
In der Paläontologie sind vor allem seine Bearbeitungen der Korallen des Kelheimer Jura und des nordwestdeutschen oberen Jura von weitergehender Bedeutung.
Carl Speyer, der 1908 ohne einer anderen Konfession beizutreten seinen jüdischen Glauben abgelegt hatte, heiratete am 3. Mai 1911 in München seine Frau Elisabeth (1888–1941), geborene Loeb. Die Ehe wurde am 17. März 1922 in München geschieden. 
Carl Speyer wurde auf dem Heidelberger Bergfriedhof bestattet. Seine Frau, die nach der Scheidung wieder ihren Mädchennamen angenommen hatte, wurde am 20. November 1941 nach Riga deportiert und ermordet.

## Schriften
- Die Korallen des Kelheimer Jura. In:  Palaeontographica, 59, Stuttgart 1913, S. 193–250 (Digitalisat)
- Die Korallen des nordwestdeutschen oberen Jura. In: Verhandlungen des Naturhistorisch-Medizinischen Vereins zu Heidelberg, Neue Folge, 15, Heidelberg 1926, S. 235–281